# خورخي تورو
خورخي تورو (بالإسبانية: Jorge Toro) هو لاعب كرة قدم تشيلي، ولد في 10 يناير 1939 في سانتياغو في تشيلي. شارك مع منتخب تشيلي لكرة القدم. أما مع النوادي، فقد لعب مع أوداكس إيتاليانو وكولو-كولو ولاسيرينا ونادي سامبدوريا ونادي مودينا وهيلاس فيرونا ويونيون إسبانيولا.

## وصلات خارجية
- خورخي تورو على موقع الاتحاد الدولي (مؤرشف)  (الإنجليزية)
- خورخي تورو على موقع قاعدة بيانات كرة القدم.إي يو (الإنجليزية)
- خورخي تورو على موقع ناشيونال فوتبول تيمز (الإنجليزية)
- خورخي تورو على موقع Soccerway.com (الإنجليزية)
- خورخي تورو على موقع عالم كرة القدم.نت (الإنجليزية)